# 秦鍾英
秦鍾英（？—1851年），字、號不詳，陝西榆林府神木縣人，為清朝武科狀元。
秦鍾英為嘉慶十八年（1813年）武舉人，嘉慶二十四年（1819年）己卯武科恩科第一甲一名進士。秦於是年應武科進士試。殿試時，秦本來中一甲二名榜眼。唱名之日，嘉慶帝駕臨太和殿。當唱名儀式開始，準備宣告前三名進士上殿時，才發現原定一甲一名狀元徐開業及一甲三名探花梅萬清均未到場。嘉慶帝為此龍顏大怒，隨即降下諭旨：「事關典禮，非尋常疏忽可比。本應全行斥革，念其草茅新進，徐開業革去一甲一名，並頭等侍衛；梅萬清革去一甲三名，並二等侍衛。俱仍留武進士，再罰停明年殿試一科，俟下屆會試再與新中式武進士一體殿試。」同時，詔命以一甲二名秦鍾英拔補一甲一名，兼授頭等侍衛，正式以傳臚未到為由除徐、梅状元、探花之名。於是，秦鍾英中選是年武科狀元。
秦鍾英中狀元後，有一定官職履歷。自嘉慶二十四年（1819年）授任頭等侍衛後，於道光六年（1826年）任廣西提標前營遊擊，道光十七年（1837年）任山西老營營參將，道光十八年（1838年）任撫標中軍參將，道光二十年（1840年）任直隸河屯協副將，道光二十二年（1842年）任貴州安義鎮總兵，道光二十八年（1848年）先署後任貴州提督，至咸豐元年（1851年）卒於任上。秦鐘英有一子秦尚謙，後一孫秦夢熊。